# Аманда Лір
Ама́нда Лір (Amanda Lear), справжнє ім'я Ама́нда Тап (Amanda Tapp; нар. 18 листопада 1946, Гонконг) — французька співачка, модель, актриса, композиторка, художниця, телеведуча та письменниця.
Лір почала свою кар'єру фотомоделі в середині 1960-х років, а також стала музою іспанського художника-сюрреаліста Сальвадора Далі. Її першим успіхом у світовому шоу-бізнесі стала співпраця з «Roxy Music», які запропонували молодій моделі з'явитись на обкладинці альбому «For Your Pleasure» у 1973 році. З середини 1970-х до початку 1980-х платівки Аманди продавалися мільйонними тиражами, тому на території Європи їй вдалося завоювати звання Королеви Диско. Серед найуспішніших хітів слід відзначити пісні «Queen of Chinatown», «Blood and Honey», «Follow Me», «Enigma (Give a Bit of Mmh to Me)» та «Fashion Pack».
У середині 1980-х років Лір стала успішною телезіркою в Італії та у Франції, де вона була учасницею та ведучою багатьох ТВ-шоу. З 1990-х років зосереджується на музиці, телебаченні, письменництві та кіномистецтві, а також продовжує свою кар'єру художниці.
Тепер вона живе в Сент-Етьєн-дю-Гре поблизу Авіньйона на півдні Франції.

## Біографія
Ця висока блондинка (дочка англійця та китаянки) дебютувала на сцені ще підлітком, виступаючи у різних бурлесках, де з'явилася під псевдонімом «Peki d'Oslo». Після нетривалого шлюбу з французьким музичним продюсером Аланом-Філіпом Маліньяком у сімдесятих роках її ім'я поєднували з Брайном Феррі, Олівером Тобіасом, Джоном Бентлі та сюрреалістичним художником Сальвадором Далі (вона була його улюбленою натурницею і пізніше опублікувала спогади про нього).
Після зустрічі з Девідом Боуї, яка відбулася завдяки Маріані Фейтфул, Аманда уклала з його фірмою «Mainman» угоду про записи і після уроків вокалу у вчительки Боуї — Флоренс Вайс-Норберг — розпочала кар'єру «білої королеви диско», змагаючися з «чорною» — Грейс Джонс. Також Аманда стала відомою через спекуляції на тему її сексуальності і завдяки провокаційним фотознімкам, де вона була зображена у щільно прилягаючих комбінезонах та супервисоких чоботях, а іноді і без одягу. Іншою характерною особливістю Аманди був її хриплуватий голос, який порівнювали із звуками від «полокання горла іржавими цвяхами». Однак, незважаючи на все це, записані під опікою продюсера Тоні Монна деякі з її синглів, наприклад, «Follow Me», користувались великим успіхом, принісши їй чотири «золоті платівки», як одній з найпопулярніших співачок на європейському континенті.
Також Лір отримала пропозицію зіграти головну роль у фільмі «Okto-briana», сценарій якого спирався на антирадянський комікс, але цей проект так і не був реалізований. Проте як акторці Аманді все ж вдалося себе реалізувати, зігравши, наприклад, головну роль у виставі «Spider Rabbit» Майкла Маклура на сцені айлінгтонського театру «King's Head».
У вісімдесятих роках співачка, незважаючи на випадкові студійні сесії, головну увагу сконцентрувала на живописі. Перебуваючи під впливом Далі, намагалась створити сюрреалістичні образи у поезії та прозі (повість «L'immortelle», 1987 рік).
Існує думка, що Аманда Лір є транссексуалом і колись була чоловіком на ім'я Пекі д'Осло.

## Дискографія
- 1977: I Am a Photograph
- 1978: Sweet Revenge
- 1979: Never Trust a Pretty Face
- 1980: Diamonds for Breakfast
- 1981: Incognito
- 1982: Ieri, oggi
- 1983: Tam-Tam
- 1985: A L
- 1987: Secret Passion
- 1989: Uomini più uomini
- 1990: Tant qu'il y aura des hommes
- 1993: Cadavrexquis
- 1995: Alter Ego
- 1998: Back in Your Arms
- 2001: Heart
- 2003: Tendance
- 2005: Forever Glam!
- 2005: Sings Evergreens
- 2006: The Sphinx – Das Beste aus den Jahren 1976–1983
- 2006: With Love
- 2009: Brief Encounters
- 2009: Brand New Love Affair
- 2012: I Don't Like Disco

## Фільмографія
- 1968: Ne jouez pas avec les Martiens
- 1969: Wonder wall — the movie
- 1968: Fun and games for Everyone
- 1970: Double Pisces, rising scorpion
- 1978: Follie di Notte
- 1978: Zio Adolfo in arte Führer
- 1996: L'@mour Est à Réinventer — Dix Histoires d'Amour au Temps du SIDA (Love Reinvented)
- 1998: Bimboland
- 2002: Le Défi (Dance Challenge)
- 2005: Gigolo
- 2005: Memorias de Arkaran
- 2007: Oliviero Rising
- 2007: Starfuckers
- 2008: Encore une nuit de merde dans cette ville pourrie
- 2008: 8th Wonderland
- 2008: Bloody Flowers